# Dragan Gajić

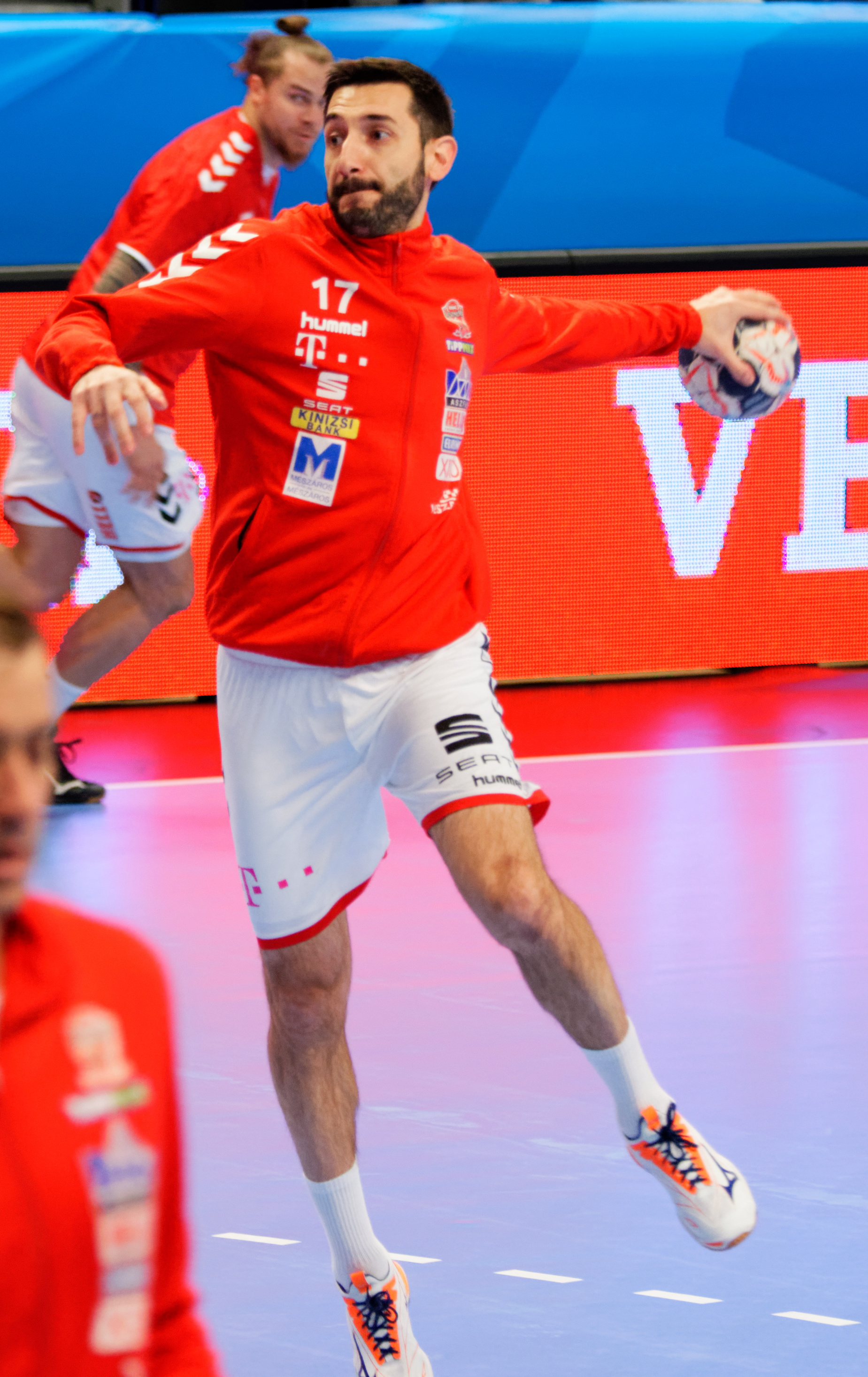
Dragan Gajić, 2017.

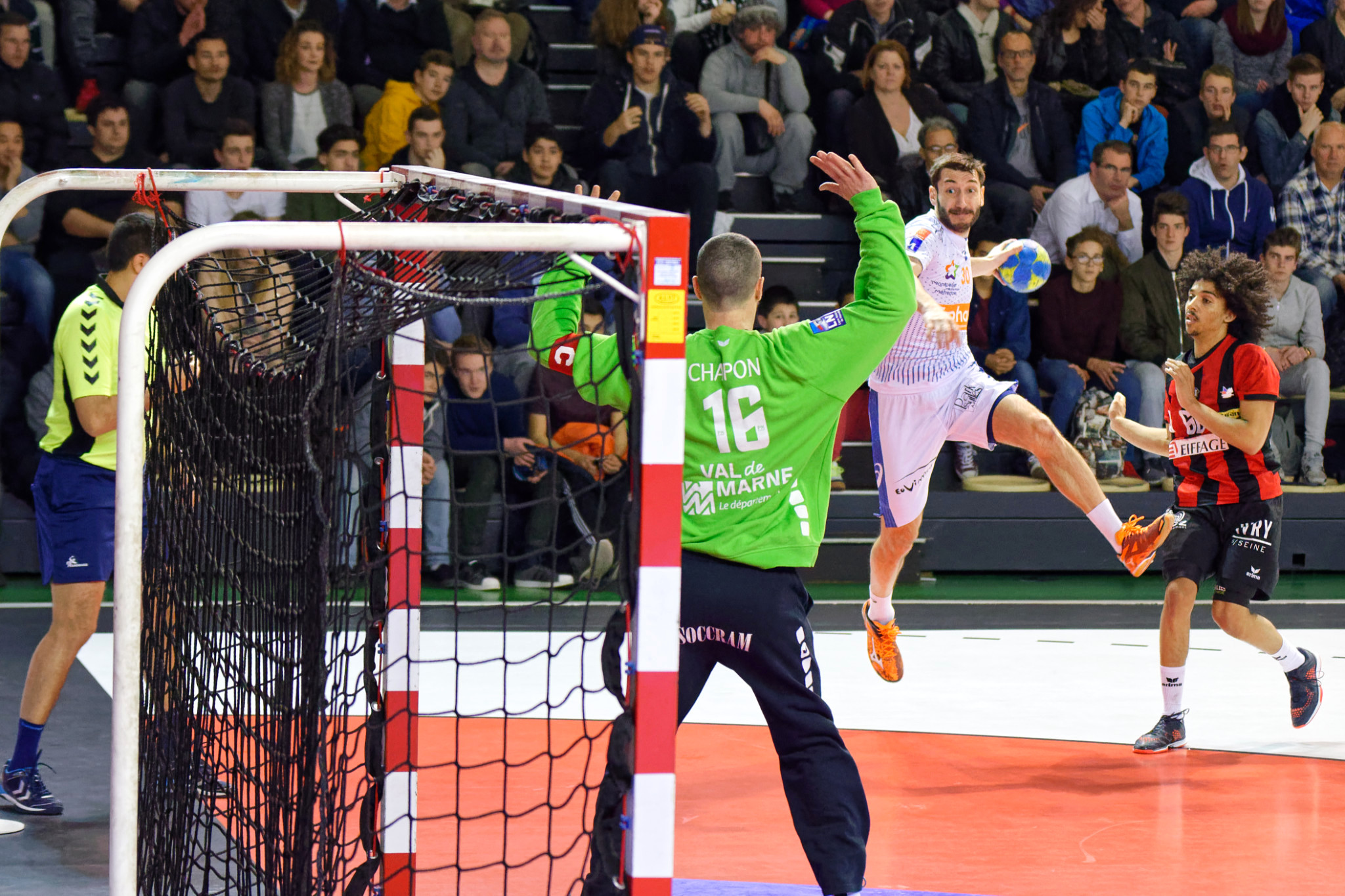
Dragan Gajić, 2016.

Dragan Gajić, född 21 juli 1984 i Celje i dåvarande SFR Jugoslavien, är en slovensk handbollsspelare. Han är vänsterhänt och spelar i anfall som högersexa. Han debuterade 2005 i Sloveniens landslag och hade 2016 spelat 151 landskamper och gjort 642 mål.

## Klubbar
- RK Celje (2000–2009)
  -  → RK Rudar (lån, 2003–2004)
- RK Zagreb (hösten 2009)
- RK Celje (2010–2011)
- RK Maribor Branik (feb–maj 2011)
- Montpellier HB (2011–2016)
- Telekom Veszprém (2016–2020)
- Limoges HB (2020–)

## Meriter i urval
Med klubblag
- Slovensk mästare fem gånger (2005, 2006, 2007, 2008 och 2010) med RK Celje
- Fransk mästare 2012 med Montpellier HB
- Ungersk mästare 2017 med Telekom Veszprém

Med landslaget
- VM 2007 i Tyskland: 10:a
- EM 2012 i Serbien: 6:a
- VM 2013 i Spanien: 4:a
- VM 2015 i Qatar: 8:a
- EM 2016 i Polen: 14:e